# Apostolska nunciatura na Finskem
Apostolska nunciatura na Finskem je diplomatsko prestavništvo (veleposlaništvo) Svetega sedeža na Finskem.
Trenutni apostolski nuncij je Henryk Józef Nowacki.

## Seznam apostolskih nuncijev
- Bruno Bernard Heim (1966 - 7. maj 1969)
- Josip Žabkar (17. maj 1969 - 27. oktober 1981)
- Luigi Bellotti (27. oktober 1981 - oktober 1985)
- Henri Lemaître (31. oktober 1985 - 28. marec 1992)
- Giovanni Ceirano (20. avgust 1992 - 27. februar 1999)
- Piero Biggio (27. februar 1999 - 16. oktober 2004)
- Giovanni Tonucci (16. oktober 2004 - 2007)
- Emil Paul Tscherrig (26. januar 2008 - 5. januar 2012)
- Henryk Józef Nowacki (6. oktober 2012 - danes)